# Philippe Roux
Philippe Roux (Bagnes, 7 dicembre 1952) è un ex sciatore alpino e pilota di rally svizzero.

## Biografia

### Carriera sciistica
Discesista puro originario di Verbier e padre di Christophe, a sua volta sciatore alpino, in Coppa del Mondo Philippe Roux ottenne il primo risultato di rilievo il 10 ottobre 1972 sul tracciato di Val-d'Isère, dove giunse 10º, e salì per la prima volta sul podio il 6 gennaio dell'anno seguente, chiudendo 2º a Garmisch-Partenkirchen dietro al compagno di squadra Roland Collombin; ai Mondiali di Sankt Moritz 1974 fu 12º.
Il 10 gennaio 1976 sulle nevi di casa di Wengen si classificò per l'ultima volta tra i primi tre in Coppa del Mondo, piazzandosi 2º alle spalle dell'austriaco Franz Klammer; convocato per i successivi XII Giochi olimpici invernali di Innsbruck 1976, onorò la sua unica partecipazione olimpica con il 4º posto nella discesa libera. L'ultimo piazzamento della sua attività agonistica fu l'8º posto ottenuto nella discesa libera di Coppa del Mondo disputata il 1º febbraio 1979 a Villars-sur-Ollon.

### Carriera automobilistica
Dopo il ritiro si dedicò alle corse automobilistiche, partecipando tra il 1982 e il 2008 a nove appuntamenti validi per il campionato del mondo rally, di cui otto edizioni del Rally di Monte Carlo e una del Tour de Corse. I suoi migliori risultati li ottenne nel Campionato Europeo Rally, totalizzando due vittorie al Rallye International du Valais nel 1988 e nel 1992.

## Palmarès

### Sci alpino

#### Coppa del Mondo
- Miglior piazzamento in classifica generale: 9º nel 1976
- 6 podi (tutti in discesa libera):
  - 3 secondi posti
  - 3 terzi posti

#### Campionati svizzeri
- 2 ori (discesa libera nel 1975; discesa libera nel 1976)[senza fonte]

### Automobilismo

#### Risultati nel mondiale rally
| 1982 | Scuderia | Vettura     |    |  |  |  |  |  |  |  |  |  |  |  |  |  |  |  | Punti | Pos. |
| ---- | -------- | ----------- | -- |  |  |  |  |  |  |  |  |  |  |  |  |  |  |  | ----- | ---- |
| 1982 |          | Datsun 160J | 31 |  |  |  |  |  |  |  |  |  |  |  |  |  |  |  | 0     |      |

| 1983 | Scuderia | Vettura           |    |  |  |  |  |  |  |  |  |  |  |  |  |  |  |  | Punti | Pos. |
| ---- | -------- | ----------------- | -- |  |  |  |  |  |  |  |  |  |  |  |  |  |  |  | ----- | ---- |
| 1983 |          | Porsche 934 Turbo | SQ |  |  |  |  |  |  |  |  |  |  |  |  |  |  |  | 0     |      |

| 1990 | Scuderia | Vettura                    |     |  |  |  |  |  |  |  |  |  |  |  |  |  |  |  | Punti | Pos. |
| ---- | -------- | -------------------------- | --- |  |  |  |  |  |  |  |  |  |  |  |  |  |  |  | ----- | ---- |
| 1990 |          | Lancia Delta Integrale 16V | Rit |  |  |  |  |  |  |  |  |  |  |  |  |  |  |  | 0     |      |

| 2003 | Scuderia | Vettura              |    |  |  |  |  |  |  |  |  |  |  |  |  |  |  |  | Punti | Pos. |
| ---- | -------- | -------------------- | -- |  |  |  |  |  |  |  |  |  |  |  |  |  |  |  | ----- | ---- |
| 2003 |          | Ford Focus RS WRC 01 | 16 |  |  |  |  |  |  |  |  |  |  |  |  |  |  |  | 0     |      |

| 2004 | Scuderia | Vettura              |     |  |  |  |  |  |  |  |  |  |  |  |  |  |  |  | Punti | Pos. |
| ---- | -------- | -------------------- | --- |  |  |  |  |  |  |  |  |  |  |  |  |  |  |  | ----- | ---- |
| 2004 |          | Ford Focus RS WRC 02 | Rit |  |  |  |  |  |  |  |  |  |  |  |  |  |  |  | 0     |      |

| 2006 | Scuderia | Vettura         |    |  |  |  |    |  |  |  |  |  |  |  |  |  |  |  | Punti | Pos. |
| ---- | -------- | --------------- | -- |  |  |  | -- |  |  |  |  |  |  |  |  |  |  |  | ----- | ---- |
| 2006 |          | Peugeot 206 WRC | 19 |  |  |  | 29 |  |  |  |  |  |  |  |  |  |  |  | 0     |      |

| 2007 | Scuderia | Vettura         |    |  |  |  |  |  |  |  |  |  |  |  |  |  |  |  | Punti | Pos. |
| ---- | -------- | --------------- | -- |  |  |  |  |  |  |  |  |  |  |  |  |  |  |  | ----- | ---- |
| 2007 |          | Peugeot 307 WRC | 16 |  |  |  |  |  |  |  |  |  |  |  |  |  |  |  | 0     |      |

| 2008 | Scuderia | Vettura                |    |  |  |  |  |  |  |  |  |  |  |  |  |  |  |  | Punti | Pos. |
| ---- | -------- | ---------------------- | -- |  |  |  |  |  |  |  |  |  |  |  |  |  |  |  | ----- | ---- |
| 2008 |          | Subaru Impreza WRX STi | 16 |  |  |  |  |  |  |  |  |  |  |  |  |  |  |  | 0     |      |

| Legenda | 1º posto | 2º posto | 3º posto | A punti | Senza punti | Ritirato | Squalificato | NP=Non partito C=Gara cancellata | Apice=Power stage |